# Villa Pace
Villa Pace dei Conti Mei-Gentilucci è un'antica dimora ottocentesca situata nei pressi di Castelfidardo, nella contrada Fossaccio, in provincia di Ancona.

## Storia
La residenza, costruita nel 1830 per volere del Conte Francesco Gentilucci di Montecassiano, fu la dimora dei Conti Mei-Gentilucci. Poco lontano sorgeva la villa Bella Aurora, sempre di proprietà dei Gallucci, che fungeva da magazzino.
Ad oggi, dopo aver resistito a vari conflitti bellici e ad alcuni fenomeni sismici di rilievo, la villa versa in condizioni di completo abbandono.
Dal 2020, Gianluca Garofoli, titolare della ditta Garofoli S.p.A. proprietaria della residenza, sta portando avanti un progetto di ristrutturazione che la farebbe diventare un hotel di lusso, progetto che dovrà passare al vaglio della Soprintendenza.

## Stile
È un edificio a tre piani, con pianta a "T" interrotta da un zoccolo sul lato nord. Al suo interno vi è una maestosa scala d'accesso di forme neoclassiche (che riproduce lo scalone degli svizzeri nel palazzo del Vaticano) che conduce ai piani nobili. Al secondo piano si trovano un'ampia sala rossa ed un salone verde che erano adibiti ai ricevimenti. La villa ha 99 stanze, ognuna con la propria denominazione. Nel lato sud dell'edificio vi è una sala con gli affreschi in cui sono raffigurati le vedute del porto di Ancona e delle altre residenze nelle Marche della famiglia Mei-Gentilucci. Una particolarità della dimora è la sua corte agricola, che occupa tutta la circonferenza posteriore della villa e dei resti di una limoniera nonché del giardino all'italiana.